# Tir aux Jeux du Commonwealth
Les compétitions de tir font partie du programme des Jeux du Commonwealth depuis leur première édition en 1966. Absent des Jeux du Commonwealth britannique de 1970, il réapparait en 1974 et est depuis toujours au programme.

## Éditions
| Édition | Ville        | Pays             |
| ------- | ------------ | ---------------- |
| 1966    | Kingston     | Jamaïque         |
| 1974    | Christchurch | Nouvelle-Zélande |
| 1978    | Edmonton     | Canada           |
| 1982    | Brisbane     | Australie        |
| 1986    | Édimbourg    | Écosse           |
| 1990    | Auckland     | Nouvelle-Zélande |
| 1994    | Victoria     | Canada           |
| 1998    | Kuala Lumpur | Malaisie         |
| 2002    | Manchester   | Angleterre       |
| 2006    | Melbourne    | Australie        |
| 2010    | New Delhi    | Inde             |
| 2014    | Glasgow      | Écosse           |
| 2018    | Gold Coast   | Australie        |
| 2022    | Birmingham   | Angleterre       |

## Médailles par pays
à jour après les Jeux de 2018
| Rang  | Nation                    | Or  | Argent | Bronze | Total |
| ----- | ------------------------- | --- | ------ | ------ | ----- |
|       | Australie                 | 70  | 60     | 45     | 175   |
|       | Inde                      | 63  | 44     | 27     | 134   |
|       | Angleterre                | 49  | 60     | 67     | 176   |
|       | Canada                    | 39  | 40     | 38     | 117   |
|       | Nouvelle-Zélande          | 15  | 16     | 21     | 52    |
|       | Écosse                    | 13  | 16     | 22     | 51    |
|       | Chypre                    | 11  | 5      | 5      | 21    |
|       | Singapour                 | 10  | 5      | 7      | 22    |
|       | Pays de Galles            | 7   | 9      | 11     | 27    |
|       | Irlande du Nord           | 5   | 3      | 6      | 14    |
|       | Malaisie                  | 3   | 10     | 14     | 27    |
|       | Afrique du Sud            | 2   | 13     | 9      | 24    |
|       | Bangladesh                | 2   | 4      | 2      | 8     |
|       | Île de Man                | 1   | 2      | 3      | 6     |
|       | Guernesey                 | 1   | 2      | 2      | 5     |
|       | Sri Lanka                 | 1   | 2      | 0      | 3     |
|       | Hong Kong                 | 1   | 0      | 4      | 5     |
|       | Jersey                    | 1   | 0      | 1      | 2     |
|       | Trinité-et-Tobago         | 0   | 1      | 3      | 4     |
|       | Malte                     | 0   | 1      | 3      | 4     |
|       | Pakistan                  | 0   | 1      | 2      | 3     |
|       | Papouasie-Nouvelle-Guinée | 0   | 1      | 0      | 1     |
|       | Namibie                   | 0   | 0      | 3      | 3     |
|       | Jamaïque                  | 0   | 0      | 1      | 1     |
| Total | Total                     | 294 | 295    | 296    | 885   |